# Al pianoforte
Al pianoforte è un'opera teatrale in un'unica scena di Giuseppe Giacosa. È il primo lavoro di Giacosa, composto a Torino nel 1870.

## Trama
Si tratta di una scena molto breve in cui compaiono solo due personaggi, un uomo che parla e una donna, nel cui salotto si svolge l'azione, che suona il pianoforte e non parla.
L'uomo, mentre ascolta la donna suonare, le racconta i propri pensieri, le spiega cosa significa per lui l'ascolto della musica, si lamenta di certi comuni conoscenti che ritiene sciocchi. A poco a poco il discorso si fa più intimo, l'uomo rivolge alla donna qualche complimento, le recita una poesia, le ricorda del fratello morto con cui passavano piacevoli serate, si rammarica di non averle fatto la corte in passato.
La donna a tratti smette di suonare, infine si avvicina all'uomo e gli accarezza i capelli. Lui, voltatosi di scatto, la bacia e le dice di volerle bene.

## Edizioni
- Giuseppe Giacosa, Teatro. Volume I 2ª edizione, Milano, Mondadori, 1968